# Who!
『Who!』（フー）は、佐々木淳子による日本の漫画短編集。佐々木の描く数々のSF漫画の中でも、小学館の『少女コミック』（以下、少コミと略）収録作品を始め、比較的初期の短編作品を集めた作品集である。1981年に東京三世社からマイ・コミックスとして発売。後に1983年にシティコミックス、1993年にベルコミックスとしてそれぞれ同社から発売されており、収録作品の内容や順序は多少異なる。

## 収録作品
1. 赤い壁
『コロネット』（小学館）1980年夏の号掲載。佐々木の代表作『ダークグリーン』と同じく夢を題材としており、両者が比較対象となることも多い[1][2]。人類を意識した作品として『ブレーメン5』との共通点も指摘されている[3]。
主人公の少女ちさとは夜の夢の中、夢の世界を取り囲む赤い壁を見つける。その壁を乗り越えたちさとは、やがて別世界に迷い込み、元に戻れなくなってしまう。
2. のこされたこころ
『少コミ』1978年第29号掲載。
高校生の林みさこは学業の苦痛から自殺するが、中西道人として転生する。子供ながら前世の自我と記憶を持つ道人は、天才児として次第に世間の注目を集めてゆく。
3. メッセージ
『少コミ』1979年9月30日増刊号掲載。シティコミックス版には未収録。
サミオ・イーノ少年は、500年前に難病のために冷凍睡眠となった女性メグミ・イワクラに遭遇し、彼女が自分の前世だと確信する。やがて治療技術の確立によりメグミは覚醒するが、それにつれて次第にサミオの体調の変化が現れる。
4. ミューンのいる部屋
『少コミ』増刊デラックス1979年1月27日号掲載。
幼い母子家庭児のフィルは孤独な生活の中、いつしか空想の幻と遊ぶことを覚えた。幻は当然フィルにしか見えず、母は彼を奇異な目で見る。だがある日、その幻が見えるという少女ミューンが現れる。
5. 母はやさしくほほえんで
『少コミ』1979年2月25日増刊号掲載。
羽柴佳澄は、どんなことでも決して怒らない優しい母にいつも頼ってしまう。学校でのふとしたトラブルから取り返しのつかない事態に陥った佳澄は、母にすべてを打ち明ける。
6. Who!
『少年少女SFマンガ競作大全集』（東京三世社）Part7に掲載。わずか4ページのショートショート作品。
自転車事故で気絶した少年。目覚めてみると、周囲に人が誰もいない。どこへ行っても、翌日になっても、誰もいない。当惑する彼は、ついに1人の女性を見つける。
7. リディアの住む時に…
『少コミ』1978年5月3日増刊号掲載。独創的なアイディアや短いページ数の中での構成力など、佐々木の初期作品の中でも傑作として評価が高い[4]。
主人公ゼブ・ウィンタースは山奥でのドライブ中、ビイという少女に出会う。なぜかゼブのことを知っていたビイは自分の館での葬儀の場に彼を招く。そこにいた9人の女性は、7歳から71歳まで8歳ずつ年齢が異なり、9人全員が同じ顔をしていた。